# La Roche-Chalais
La Roche-Chalais é uma comuna francesa na região administrativa da Nova Aquitânia, no departamento Dordonha. Estende-se por uma área de 89,38 km². Em 2010 a comuna tinha 3 062 habitantes (densidade: 34,3 hab./km²).

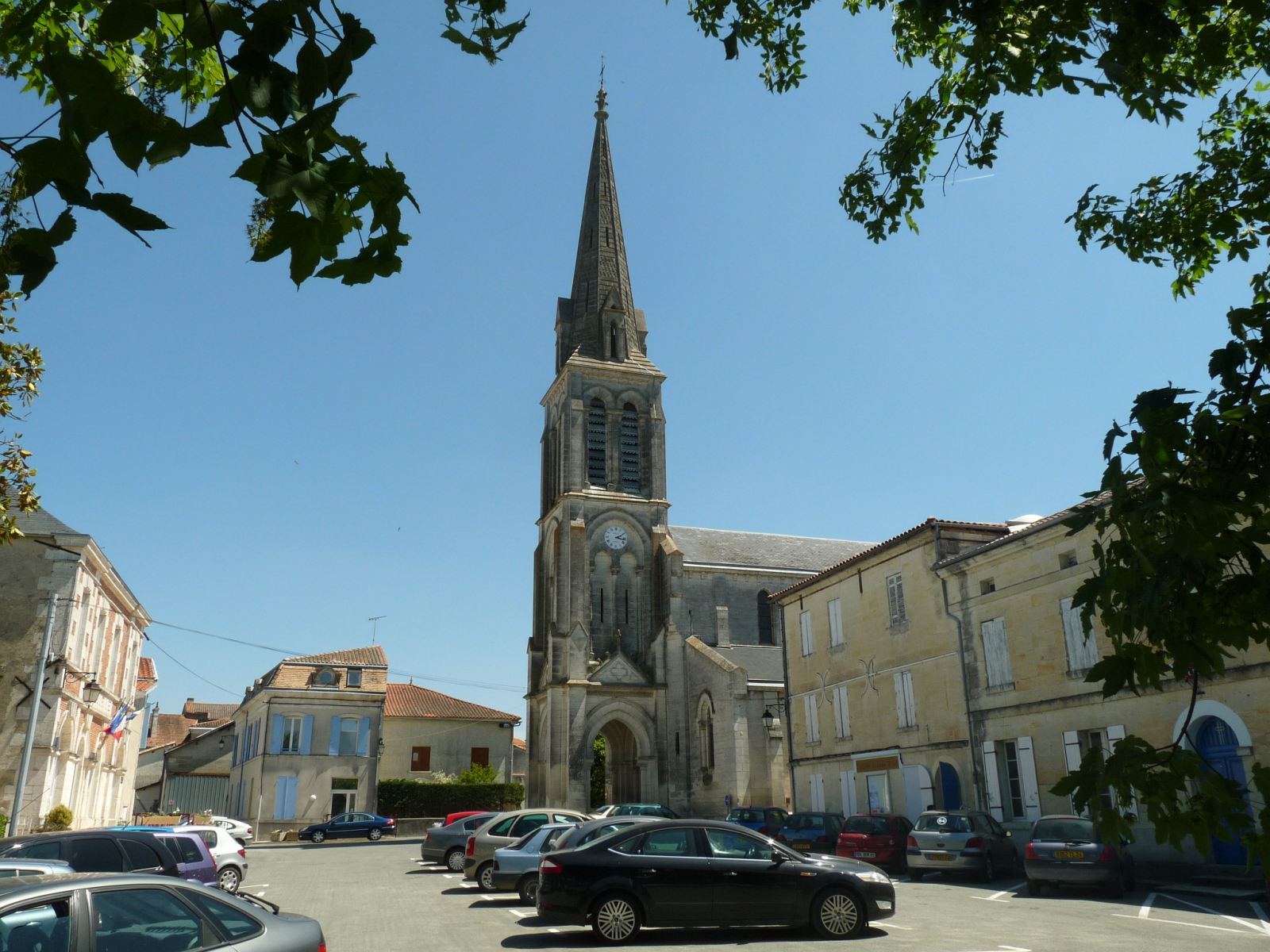
Centro de La Roche-Chalais